# 聯合航空2885號航班空難
联合航空2885航班是从克利夫兰飞往洛杉矶的定期货运航班，在底特律中途停留。 1983年1月11日，一架DC-8从底特律起飞后坠毁，機上的3名机组人员全部遇难。美國国家运输安全委员会（NTSB）負責事故的調查，最終報告指出飛機墜毀的原因是機師失誤。

## 事故經過
事故的飛機是一架已營運14年的道格拉斯DC-8F-54 ，注册編號是N8053U, 飛機在1983年1月10日22:15從底特律大都会机场起飛，營運联合航空2894號航班开往位於俄亥俄州的克利夫兰。 在克利夫兰，该飛機轉爲營運联合航空2885號航班； 並于1月11日01:15离开克利夫兰。它于01:52抵達底特律机场；经过货物周转和加油后，飞机于02:51再次起飛。 在起飞后，有目击者稱飞机的機頭仰角達到了一个异常高的位置，导致引擎暂时喘振（地面上的目击者说引擎有出現喷火的情況）； 之后，DC-8开始逐渐向右倾斜，机翼到达近90度的倾斜角。最終飛機在约1000英尺失速並墜毀。
機上有三名机组人员，分別是機長威廉·托德 （英語：William S. Todd, 55岁)，副驾驶詹姆士·戴 （英語：James G. Day, 51歲）；和飞行工程师羅伯特·李（英語：Robert E. Lee, 50歲）。三人全部在空難中去世。

## 事故起因
国家运输安全委员会（NTSB）的调查显示，在底特律的货运周转期间，飞行员在駕駛艙进行了對話。机长询问副驾驶是否愿意与飞行工程师交换座位并允许飛行工程師执行起飞（与联合航空和联邦航空管理局的规定相反）。  副驾驶接受了機長的提议，飞行工程师曾表达過他的疑虑，但最终還是和副駕駛调换了座位。
调查人员发现，该飞行工程师于1979年6月参加了DC-8副驾驶的升级培训。但是，培訓員发现他的能力不足，培训在两个月后终止。 飞行工程师在1980年2月恢复了他的副驾驶培训，但这次培訓的機種是波音737客機。雖然他的飛行能力有改善，但他的能力仍然是不達標，他的教练對他的評價是：“ ...他的态度非常好，他是一个非常勤奋的人，但是，他在担任副驾驶的第一年中并没有取得應有的进步。 ” 在几次檢查不達標后，培训经理和飞行工程师达成了一项协议，不再爭取成爲飛行員，而是继续以飛行工程師作为他的职业生涯。 
調查發現機頭抬起位置异常的原因是升降舵的配平未在正確角度。 飞行员在执行起飞检查清单时也未能發現。 原因可能是由于座位转换而造成的混乱， （据报道，副驾驶偶尔也会犯此错误。） 飛機在夜间起飞，没有视觉参考物，经验不足的飞行工程师无法及时纠正，从而导致发动机喘振，飞机倾斜，最终导致飛機失速並墜毀。机长允许飞行工程师执行起飞的决定被认为是事故的一个促成因素。 
在调查中，有其他美联航飞行员匿名承认曾交换座位和讓飞行工程师执行起飞和/或着陆，虽然这种情况很少见，但在調機或货运航班上并非未出現過。 

## 類似事件
- 大韩航空8509號航班，该货机过度倾斜，最後因飞行员失误而在起飞时坠毁
- 俄羅斯航空593號航班，不合格的飞机控制人员导致該航班墜毀
- 西北航空255号航班，该航班由于飞行员失误而在从底特律起飞时失速坠毁
- 西班牙航空5022號航班，该航班由于飞行员失误而在起飞时失速並坠毁
- 閃光航空604號航班，2004年的一次航班，起飞后不久坠毁。